# Fleißenbachtalbrücke
Die Fleißenbachtalbrücke ist eine 159 m lange Straßenbrücke, die im Zuge der Ortsumgehung der B 92 nahe Bad Brambach den Fleißenbach überspannt.

## Hintergrund
Der Grenzübergang der B 92 in Schönberg war bis zum 21. Dezember 2007 neben den Übergängen an der A17 in Breitenau und der S 148 in Neugersdorf der einzige für LKW ohne Beschränkungen nutzbare Grenzübergang zwischen Sachsen und Tschechien. Als Teil der E 49 besitzt die B 92 eine wichtige Verbindungsfunktion zwischen der A 72 bzw. dem Oberzentrum Plauen und der nordwestböhmischen Region um Cheb (Eger). Nach 1990 stieg der Schwerlastverkehrsanteil auf dieser Strecke stark an. Der Grenzübergang Schönberg wurde 2007 durchschnittlich von 3.750 PKW und 600 LKW passiert.
Die hohe Verkehrsbelastung machte den Bau der 3,9 km langen Ortsumgehung Bad Brambach notwendig, in deren Zug 2000/2001 die Fleißenbachtalbrücke errichtet wurde.

## Konstruktion
Bei der Fleißenbachtalbrücke handelt es sich um eine Stahlbetonkonstruktion mit aufgeständerter Fahrbahn. Sie weist einen bogenförmigen Verlauf mit einem Krümmungsradius von 270 m auf. Aufgrund der Enge des Radius wurde das Bogentragwerk aufgespreizt. Die Stützweiten der 13-feldrigen Konstruktion betragen 4 × 13,0 m + 2 × 12,0 m + 3 × 11,0 m + 2 × 12,0 m + 2 × 13,0 m, was eine Gesamtstützweite von 159 m ergibt. Die Bogenspannweite beläuft sich auf 72,3 m.

## Zitat
Ein besonderes Augenmerk wurde auf die Querung des Fleißenbachtales gelegt. Um den Charakter des Tales zu erhalten, wurde eine im Bogen verlaufende Stahlbetonbrücke mit aufgeständerter Fahrbahn gewählt. (...) Die Linienführung (der Ortsumgehung) fügt sich hervorragend in die Landschaft des Vogtlandes ein. Neben den Wirtschaftswegbrücken und der Eisenbahnbrücke lässt insbesondere die Fleißenbachtalbrücke mit ihrem beherrschenden Bogen die Trasse elegant, aber auch maßstabsgerecht zu den Proportionen der Umgebung erscheinen.